# بول بيكر الابن
العقيد بول بيكر الابن (من مواليد 10 فبراير 1921ـ وتُوفي في 8 مايو 2011) هو طيار من سلاح الجو الأمريكي، و فيزيائي نووي، وعازف ساكسفون. وُلد بول لمارييل هولبروك بيكر وبول بيكر الأب في آشلاند بولاية كنتاكي. وحصل على وسام التخرج عام 1942 من جامعة واشنطن ولي، وشملت إنجازاته الحصول على بكالوريوس العلوم وعضويته في فاي بيتا كابا، وثيتا فاي سيجما والعدبد من فرق الرقص المتنوعة.
حصل بول على بكالوريوس أخرى في العلوم من الأكاديمية العسكرية الأمريكية في عام 1945 وكان عضوًا في الكتيبة الأولى بالفرقة B. وكُلّف أيضًا في عام 1945 للخدمة في سلاح الجو في الجيش برتبة ملازم ثان. وعلى مدار مسيرته العسكرية، شملت الأماكن التي خدم بها فورستينفيلدبروك بألمانيا، وقاعدة كيسلر الجوية والبنتاغون، واللجنة التنظيمية النووية حيث حصل فيها على درجة الدكتوارة.
وفي عام 1948، أثناء خدمته في الجيش، في فورستينفيلدبروك، تزوج فيرا إيانثا دونتون من ميامي بفلوريدا بينما كانت تخدم في الصليب الأحمر. بعد الحرب، عاد الزوجان إلى الولايات المتحدة حيث حصل بول على درجة الماجستير في العلوم في الهندسة النووية من جامعة ولاية كارولينا الشمالية في عام 1952،ثم حصل على شهادة الدكتوراه في الفيزياء النووية من جامعة دنفر في عام 1965. وبصفته عضو في كلية أكاديمية سلاح الجو الأمريكي، عمل بول أستاذًا ورئيسًا لقسم الفيزياء. كما خدم بصفته عضو في لجنة الاختيار كطيار نشط في سلاح الجو الأمريكي حتى تقاعده من الخدمة في عام 1975. تقاعد من اللجنة التنظيمية النووية في عام 1985 وأُدرج في ماركيز هوز هو.
عند تقاعده، أمضى بول وقت فراغه في العزف على الساكسفون في أربعة فرق موسيقية في مقاطعة فيرفاكس، التي تراوحت بين الأوركسترات إلى الرباعيات. وبجانب الموسيقى، مارس دكتور بول السباحة والتنس. وعمل أيضًا كعضو في كنيسة ليتل ريفر المتحدة للمسيح في أننديل بولاية فرجينيا لأكثر من 40 عامًا، وعمل كعضو في لجنة الهدايا الخاصة. وقضى هو وإيانثا أكثر من 20 عطلة صيفية في شاطئبيتاني بيتش مع أطفالهم وأحفادهم وأسرهم.